# Bulbophyllum rauhii
Bulbophyllum rauhii är en orkidéart som beskrevs av Toill.-gen. och Jean Marie Bosser. Bulbophyllum rauhii ingår i släktet Bulbophyllum och familjen orkidéer.
Artens utbredningsområde är Madagaskar.

## Underarter
Arten delas in i följande underarter:
- B. r. andranobeense
- B. r. rauhii